# Via Francigena

Via Francigena, din vechime numită Via Francesca sau Romea, deseori întâlnită și cu numele Franchigena, este itinerariul unui pelerinaj de la Canterbury la Roma, care constituia totodată una dintre cele mai importante căi de comunicație în perioada medievală.

## Istoria
Cea mai veche însemnare asupra acestui itinerar este din anul 990, unde – în 79 de etape – este descrisă întoarcerea de la Roma a lui Sigerico, arhiepiscopul de Canterbury. În acest jurnal de călătorie se găsește o impresionantă colecție de semne, embleme, culturi și limbaje ale Occidentului creștin. Urme ale acestei căi, care a structurat profund formele de găzduire pe toată distanța itinerariului, se regăsesc și în prezent. Importanța acestui itinerar constă în faptul că a permis diverselor culturi europene să comunice între ele și să intre în legătură, făurind astfel baza culturală, artistică, economică și politică a Europei moderne.
La fel ca Drumul Sfântului Iacob, Via Francigena este un important traseu de pelerinaj medieval care a făcut obiectul unor studii, semnalizare și recunoaștere în 1994 de către Consiliul Europei ca Itinerar Cultural Major al Consiliului Europei, dobândind astfel o însemnătate internațională.

## Parcursul
Itinerariul se întinde pe o distanță de 1.600 km. Plecând de la Canterbury, trece prin Dover de unde traversează Canalul Mânecii; pășind pe țărmul francez la Calais, străbate orașele Reims, Besançon și Lausanne după care sosește la poalele Alpilor, pe care îi traversează pe la Marele Saint-Bernard. De la Valle d'Aosta se coboară la Vercelli, Pavia și se traversează Apeninii între Provinciile Piacenza și Parma. De la Pontremoli se continuă pe la Lucca, Altopascio, San Gimignano, Poggibonsi, Siena, Viterbo ca , în sfârșit, să se poposească la Roma.

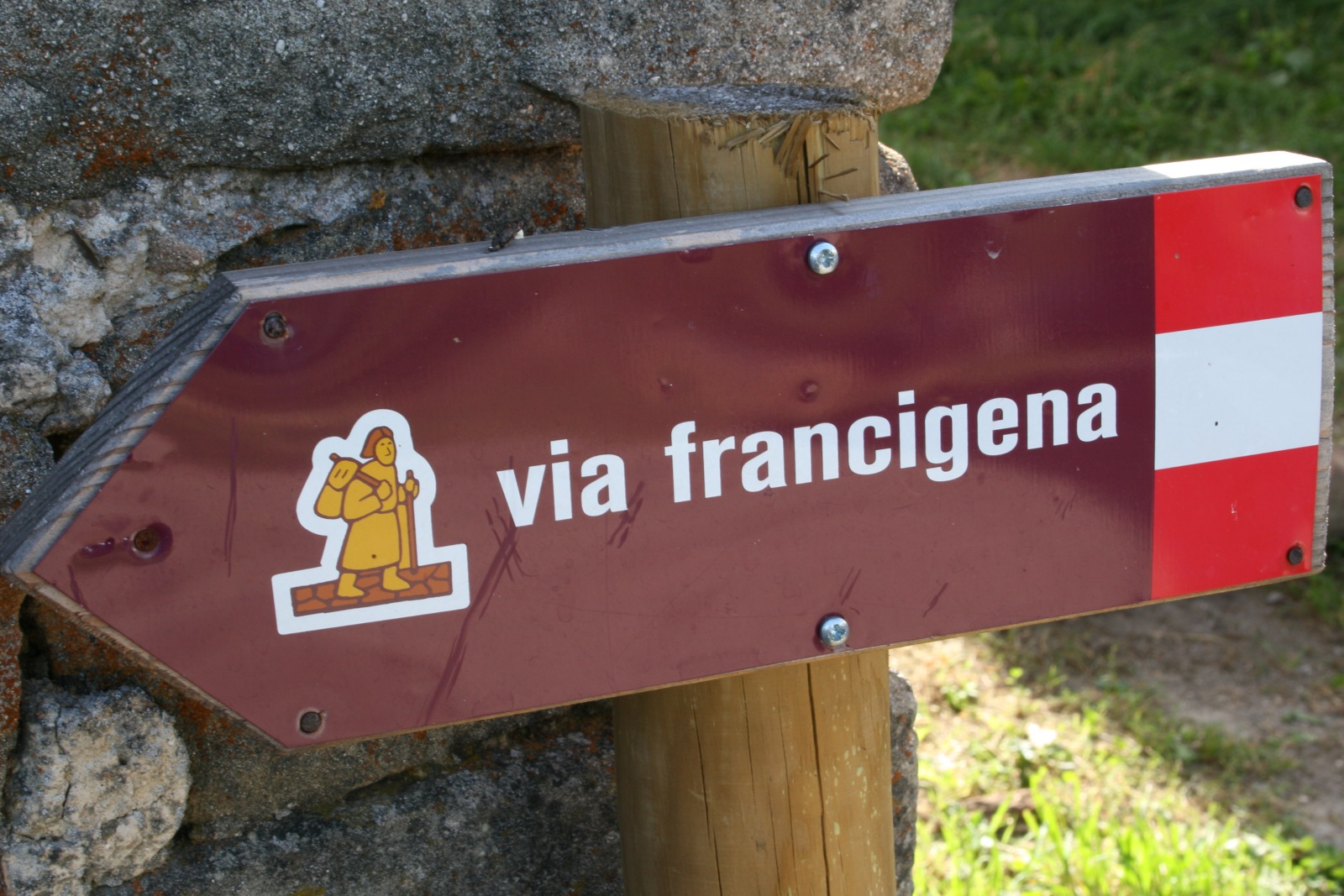
Indicator pentru pelerini spre ţinta finală

Orașele traversate de itinerariul original sunt în număr de 33: Canterbury, Calais, Bruay, Arras, Reims, Châlons-sur-Marne, Bar-sur-Aube, Besançon, Pontarlier, Lausanne, Aosta, Ivrea, Santhià, Vercelli, Pavia, Piacenza, Fiorenzuola d'Arda, Fidenza, Parma, Fornovo di Taro, Pontremoli, Aulla, Luni, Lucca, San Genesio, San Gimignano, Siena, San Quirico, Bolsena, Viterbo, Sutri, Roma.
Arhiepiscopul de Canterbury, Sigerico, a parcurs acest itinerar în 79 de zile, în cea mai mare parte pe jos.  Ceea ce presupune că străbătea cam 20 de km pe zi.

## Variante
Obstacolele naturale pe care pelerinul, călătorul sau negustorul trebuia să le înfrunte erau Canalul Mânecii, Alpii și Apeninii.  Dacă pentru primul obstacol nu erau mai multe variante, pentru traversarea Alpilor – în afară de parcursul pe Valle d’Aosta – mai era și varianta pe la Val di Susa, care poartă pelerinul pe la Abația de la Novalesa și pe la cea de la Sant’Antonio di Ranverso ca mai apoi, la Torino, să se reunească cu traseul văii d’Aosta. Pentru trecerea Appenninilor apoi, erau diferite posibilități. În traseul cartografic al itinerariului (Via Francigena) pentru a se ajunge din Câmpia Padană în regiunea Toscană, sunt înregistrate diverse variante de parcurs, care evitau diferite pante pentru a ajunge în valea Trebbia; o altă variantă traversa Taro; și, în afară de aceste două variante principale mai existau și altele de mai mică însemnătate.

## Bibliografia
- Kerschbaum & Gattinger, Via Francigena - DVD, Un'avventura per pellegrini, ISBN 3200005009, editura: EUROVIA, Vienna 2005]
- Giovanni Caselli, Via Romea, Cammino di Dio, Giunti Gruppo Editoriale SpA, Firenze, 1990
- La Via Francigena, il guado del Po di G. e U. Battini, Banca di Piacenza, Piacenza 1998
- Luciano Pisoni, Aldo Galli - La via Francigena - ISBN 8884010462